# Iranecio kubensis
Iranecio kubensis là một loài thực vật có hoa trong họ Cúc. Loài này được (Grossh.) C.Jeffrey mô tả khoa học đầu tiên năm 1992.